# Vincenzo Carafa
Vincenzo Carafa (5 de maio de 1585 – 6 de junho de 1649) foi um padre jesuíta italiano, sétimo superior geral no período de 1645 a 1649.